# Conferència Episcopal Regional de l'Àfrica Occidental Francòfona
La Conferència Episcopal Regional de l'Àfrica Occidental Francòfona (francès Conférence episcopale régionale de l'Afrique de l'Ouest Francophone', CERAO) és un òrgan de l'Església Catòlica, que aplega els bisbes de l'Àfrica occidental francòfona.

## Història
La CERAO va néixer a 1963 en la seva primera reunió, celebrada a Anyama prop d'Abidjan a Costa d'Ivori, entre l'11 i el 14 de juny; La segona reunió va tenir lloc l'any següent Dakar (Senegal), del 3 al 6 de juny. Va ser fundada amb l'objectiu d'estimular la coordinació entre totes les activitats que afecten les esglésies catòliques dels països membres i promoure, en la mesura del possible, una pastoral de conjunt. Té la seu a Abidjan, i els estatuts han estat aprovats en la reunió celebrada a Lomé (Togo) al febrer de 1985.

## Membres de la CERAO
Formen part de la CERAO els bisbes de les següents Conferències Episcopals:
- Conferència episcopal del Benin (Conférence Episcopale du Bénin);
- Conferència episcopal de Burkina-Niger (Conférence Episcopale du Burkina-Niger);
- Conferència episcopal de Costa d'Ivori (Conférence Episcopale de la Côte d'Ivoire);
- Conferència episcopal de la Guinea (Conférence Episcopale de la Guinée);
- Conferència episcopal del Mali (Conférence Episcopale du Mali);
- Conferència dels Bisbes de Senegal, de Mauritània, Cap Verd i Guinea Bissau (Conférence des Evêques du Sénégal, de la Mauritanie, du Cap-Vert et de Guinée-Bissau);
- Conferència episcopal de Togo (Conférence Episcopale du Togo).

## Presidents
- Robert Casimir Tonyui Messan Dosseh Anyron (1978 - 1979)
- Paul Zoungrana (1979 - 1983)
- Dieudonné Yougbaré (1983 - 1986)
- Bernard Agré (1986 - 1991)
- Anselme Titianma Sanon (1991 - 1998)
- Isidore de Souza (1998 - 1999)
- Théodore-Adrien Sarr, del 2003